# Acasis appensata
Acasis appensata es una especie de polilla de la familia Geometridae. La especie fue descrita por primera vez por Eduard Friedrich Eversmann habiendo sido descrita en 1842, con distribución en el Paleártico.
Cuenta con dos subespecies: Acasis appensata appensata y Acasis appensata baicalensis (Bang-Haas, 1906)
La envergadura es de 21 a 23 milímetros (0,8 a 0,9 plg). Las orugas se alimentan de la cimífuga europea.